# Dominios de Suecia

El Imperio sueco tras el Tratado de Roskilde de 1658:
Territorios de Gustavo I (hasta 1560)
Adquisiciones de los hijos de Gustavo I (1560-1611)
Adquisiciones de Carlos X (1654-1660)
Adquisiciones de Gustavo II Adolfo y Cristina (1611-1654)

Los dominios de Suecia o Svenska besittningar («posesiones suecas») son aquellos territorios históricamente bajo el control de la Corona sueca, pero que, sin embargo, nunca estuvieron completamente integrados en Suecia. Esto en líneas generales significa que estuvieron manejados por gobernadores generales bajo la monarquía sueca, pero que dentro de ciertos límites mantenían sus sistemas políticos establecidos, especialmente sus dietas. Finlandia no fue un dominio, sino parte integrada de Suecia. Los dominios no tenían representación en el Riksdag sueco, según lo estipulado en el Instrumento de Gobierno de 1634, párrafo 46: «Ninguna persona que no esté viviendo dentro de las antiguas e independientes fronteras de Suecia y Finlandia tiene nada que decir en las reuniones del Riksdag, así como otras juntas...»

## Dominios en el Báltico
Entre 1561 y 1629 Suecia realizó conquistas en la zona oriental del Báltico, cuya soberanía perdió la Corona sueca tras el Tratado de Nystad, en 1721, al finalizar la Gran Guerra del Norte.

### Estonia
Estonia pasó a estar bajo el gobierno sueco en 1561 para recibir protección contra Rusia y Polonia, al perder la Orden Livona su punto de apoyo en las provincias bálticas. Territorialmente, representaba la parte norte de la actual Estonia.
El área estuvo significativamente poblada por suecoestonios, los cuales habitaron la zona durante siglos tras perder Suecia el control de esta. Tras la Ofensiva del Báltico y la reocupación de Estonia en 1944, prácticamente todos los suecoestonios emigraron a Suecia.

### Kexholm
Kexholm era una parte escasamente habitada de Carelia, en las orillas al oeste y norte del lago de Ládoga, anexionado a Suecia en 1605. En aquella época, la mayoría de sus habitantes eran cristianos ortodoxos y hablaban finés. Durante el siglo XVII, la persecución luterana y la influencia de los fineses luteranos de la provincia vecina de Savonia convirtieron toda el área al luteranismo. La ley y estructura de la administración local suecas se usaron en la zona, la cual no muestra haber tenido ninguna tradición legal escrita posterior. Hoy día, se divide entre las regiones finlandesas de Carelia del Norte y Carelia del Sur y la República de Carelia rusa.

### Ingria
Rusia cedió Ingria y la zona sur de Carelia a Suecia tras el Tratado de Stolbovo en 1617, firmado tras la Guerra de Ingria. Un siglo después Rusia reconquistó la zona, lo que le permitiría al rey Pedro I de Rusia fundar su nueva capital, San Petersburgo, en 1703. La zona fue cedida de manera formal en 1721 por el Tratado de Nystad.

### Riga
La ciudad hanseática de Riga cayó bajo control de Suecia a finales de los años 20 del siglo XVII. Durante apenas un siglo, tiempo que duró como terreno sueco, fue la segunda ciudad más grande tras Estocolmo.

### Livonia
Livonia, antes perteneciente a la Mancomunidad de Polonia-Lituania, fue conquistada en 1629 en las Guerras polaco-suecas. Por el Tratado de Oliva, firmado por la Mancomunidad y Suecia en 1660 tras las Guerras del Norte, el rey de Polonia-Lituania renunciaba a su derecho al trono sueco y finalmente Livonia fue cedida de manera oficial a Suecia. La Livonia sueca representa en la actualidad la parte sur de Estonia y la parte norte de Letonia, en la región de Vidzeme.

### Ösel
Por el Tratado de Brömsebro de 1645, firmado tras la Guerra de Torstenson, el reino de Dinamarca y Noruega cedía Jämtland, Härjedalen, Idre y Särna, Gotland, Halland y Ösel a Suecia. Ösel y Dagö, islas cercanas a la costa de Estonia, fueron cedidas a Rusia en 1721 por el Tratado de Nystad. Los otros territorios siguieron perteneciendo a Suecia.

## Dominio de Escania
Debido a los tratados de paz de Brömsebro (1645) y Roskilde (1658), el Reino de Suecia se expandió hacia el sur. Blekinge, Bohuslän (de Noruega), Halland and Escania fueron cedidas por Dinamarca y posteriormente defendidas con éxito en la Guerra Escanesa (1674-1679). Según ambos tratados de paz, se les permitía a las provincias mantener sus antiguas leyes y privilegios, y estas serían en un inicio administradas como dominios. En 1721 concluiría el proceso gradual de incorporación al país.

## Dominios continentales
A través de sus principados alemanes, los diferentes reyes suecos, ya sea como príncipes y duques, o Reichsfürsten, del Sacro Imperio Romano, tomaron parte en las dietas alemanas desde el año 1648 hasta la disolución del Imperio en 1806.

### Bremen y Verden
Tras la Guerra de los Treinta Años, la Paz de Westfalia, en 1648, asignó a Suecia las dos diócesis de Bremen-Verden, junto con el exclave de Wildeshausen. Todas ellas fueron cedidas a Hannover en el tratado de paz de 1719.

### Pomerania
Debido a la Paz de Westfalia en 1648, Suecia recibió la región de Pomerania, situada en la costa alemana del mar Báltico. La totalidad del Ducado de Pomerania estaba ya bajo el control sueco desde el Tratado de Stettin de 1630, y en el Tratado de Stettin de 1653 Suecia y Brandeburgo acordaron las condiciones finales de la división del Ducado: Suecia mantendría la parte occidental (Pomerania Occidental o Vorpommern), incluyendo Stettin.
En 1720 la parte sur de la Pomerania Sueca, incluyendo la ciudad de Stettin y las islas de Usedom y Wolin, fue cedida al Reino de Prusia tras la Gran Guerra del Norte. La capital fue trasladada a Greifswald. En 1814 los territorios restantes, junto a la ciudad de Stralsund y la isla de Rügen, fueron cedidos a Dinamarca, que cedió Noruega al rey de Suecia a cambio en el Tratado de Kiel, tras la Segunda Guerra contra Napoleón. Sin embargo, el tratado nunca entraría en vigor. En su lugar, la soberanía de la Pomerania Occidental pasó a manos del Reino de Prusia, quien unió los territorios recién adquiridos a las zonas orientales que ya poseía y formó la Provincia de Pomerania. Noruega declaró su independencia, pero tras una corta guerra fue forzada a una unión personal con Suecia.

### Wismar
Suecia recibió la ciudad alemana de Wismar y sus campos en la Paz de Westfalia (1648). En 1803 Wismar fue empeñada a cambio de un préstamo, y su control fue entregado a Mecklemburgo. El préstamo venció en 1903, pero Suecia renunció a su derecho a recuperar el control del exclave alemán y de este modo recibió, de manera nominal, su constitución territorial actual.